# Der Jakubiyān-Bau
Der Jakubiyān-Bau (im Original in arabischer Sprache unter dem Titel عمارة يعقوبيان / ʿImārat Yaʿqūbiyān veröffentlicht) ist ein Roman des ägyptischen Schriftstellers Ala al-Aswani und erschien erstmals 2002. Die englische Übersetzung folgte 2004, die deutsche im Jahr 2007. Es werden zeitlich parallel verlaufende Lebensabschnitte verschiedener Bewohner des Jakubiyān-Baus in den 1990er Jahren in Kairo erzählt. Das Buch wurde 2006 unter dem Titel The Yacoubian Building verfilmt.

## Setting
Die Geschichte spielt in den 1990er Jahren in Kairo, Ägypten. Die Innenstadt Kairos war bis in die 1970er Jahre hinein kommerzielles und soziales Zentrum. Es gab viele ausländische Bars, Kneipen, Cafés und Restaurants. Danach verlagerte sich aber das Herz Kairos in die Viertel al-Muhandassīn und Nasr-City.
Alle Protagonisten sind in irgendeiner Weise mit dem Jakubiyān-Bau verbunden. Der Jakubiyān-Bau wurde 1934 von Hagop Jakubiyān, einem armenischen Millionär, in der Sulaimān-Pascha-Straße zum Bau in Auftrag gegeben. Es ist ein zehngeschossiges repräsentatives Wohn- und Geschäftsgebäude im klassisch-europäischen Stil. Vor der Revolution 1952 lebte dort die High-Society Ägyptens, also Minister, Paschas, Juden und Ausländer. Im Zuge der Revolution und der Flucht vieler mit dem alten Regime verbundener Bewohner zogen Offiziere der ägyptischen Streitkräfte in den Jakubiyān-Bau ein. Mit Beginn der 1970er Jahre und einer wirtschaftlichen Liberalisierung in Ägypten zog die hohe Gesellschaftsschicht aus der Innenstadt fort. Während sich die reguläre Bewohnerschaft des Baus dadurch weiter durchmischte, wurden kleine Eisenkammern auf dem Dach des Jakubiyān-Baus, die früher als Abstellräume dienten, als Wohnraum an arme Ägypter vermietet.

## Handlung
Die Erzählung erfolgt größtenteils chronologisch, teilt sich jedoch in viele kurze Abschnitte, die jeweils eine von mehreren parallelen Personengeschichten voranbringen, welche stellenweise miteinander verwoben sind. Die wesentlichen, über das gesamte Buch hinweg verfolgten Handlungsstränge sind: 
- Saki Bey al-Dassūki

Das Buch beginnt mit der Geschichte von Saki Bey, dem jüngsten Sohn eines prominenten Wafd-Politikers, welcher mehrmals Premierminister in Ägypten war und bis zur Revolution 1952 zu der ägyptischen Oberschicht gehörte. Im Verlaufe der Revolution 1952 wurde jedoch ein Großteil des Familienbesitzes konfisziert. Saki Bey selbst genoss in seiner Jugend eine Ausbildung im französischen Ausland. Er unterhält ein Ingenieurbüro im Jakubiyān-Bau in der Innenstadt von Kairo. Er wird als ein älterer Mann beschrieben, der seiner sexuellen Begierde nach Frauen verfallen ist und regelmäßig mit Frauen verkehrt. Seine verschwenderische und ausufernde Lebensweise missfällt seiner älteren Schwester Daulat. Sie leitet ein Entmündigungsverfahren gegen Saki Bey ein, um so noch vor dessen Tod an das gemeinsame Erbe des Vaters und die Räumlichkeiten von Saki Bey im Jakubiyān-Bau zu gelangen. Dafür besticht Daulat das zuständige Polizeipräsidium und lässt Saki Bey und Buthaina kurzfristig festnehmen. Am Ende findet Saki Bey in Buthaina seine Liebe und heiratet sie.
- Taha al-Schāslis

Taha ist ein junger Mann mit guten schulischen Leistungen. Er ist auf dem Dach des Jakubiyān-Baus aufgewachsen und möchte sich nach seinem Schulabschluss seinen Kindheitstraum als Polizeioffizier erfüllen. Taha und Buthaina habe sich gegenseitig versprochen und planen für die gemeinsame Zukunft. Aufgrund des Berufs seines Vaters als einfacher Hauswachmann wird Taha jedoch trotz seiner guten schulischen Leistungen nicht angenommen. Obwohl Taha Beschwerde einreicht, kann er seinen Traum als Polizeioffizier nicht weiterverfolgen und nimmt an der Universität Kairo in der Fakultät für Wirtschaftswissenschaften und Politologie ein Studium auf. Dort befreundet er sich mit einigen jungen Männern, die aus einer ähnlichen sozialen Schicht kommen und streng gläubige Muslime sind. Taha und Buthaina streiten immer mehr und sehen sich immer seltener, woraufhin beide beschließen, getrennte Wege zu gehen. Danach beteiligt sich Taha immer öfter an politischen Demonstrationen gegen die ägyptische Regierung und deren Außenpolitik während des Zweiten Golfkriegs. Taha verkehrt nun nur noch in islamistischen Kreisen und wird nach einer Demonstration von der ägyptischen Geheimpolizei verhaftet. In seiner Haft erfährt Taha massive psychische und physische Gewalt und Folter. Aufgrund und nach seiner Haft radikalisiert er sich immer mehr und lässt sich in einem islamistischen Lager außerhalb von Kairo militärisch und ideologisch zum Attentäter ausbilden. Am Ende der Geschichte beteiligt sich Taha an einem Anschlag gegen einen Offizier der Staatssicherheit – zufällig einer seiner Folterer –, in dessen Verlauf er selbst getroffen wird und verstirbt.
- Buthaina al-Sajjid

Buthaina wuchs ebenso wie Taha auf dem Dach des Jakubiyān-Baus auf und besuchte eine Handelssekundarschule in Kairo. Nach dem plötzlichen Tod ihres Vaters ist die Familie plötzlich mittellos. Nachdem sie ihr Diplom von der Handelssekundarschule erhalten hat, schlägt sich Buthaina anfangs mit kleinen Nebenjobs durch und versucht so, ihre Familie finanziell zu unterstützen. Aufgrund sexueller Belästigungen im Arbeitsumfeld, denen sie ständig ausgesetzt ist, gibt sie ihre Arbeitsstellen jedes Mal wieder auf. In einem Konfektionsgeschäft arrangiert sie sich schließlich mit den sexuellen Annäherungen ihres Vorgesetzten. Ihre ausweglose Situation, nur als Objekt sexueller Begierde zu dienen, verbittert Buthaina sehr. Diese Verbitterung führt dazu, dass Buthaina bei Saki Bey anfängt zu arbeiten. Als der mittlerweile sehr fromme Taha davon hört und ihm der zweifelhafte Ruf Saki Beys bekannt ist, trennen sich Buthaina und Taha. Im Laufe ihrer Zeit mit Saki Bey findet Buthaina schließlich in ihm den Mann, der ihr Geborgenheit gibt und der sich auch finanziell um sie kümmern kann.
- Hātim Raschīd und Abduh

Hātim Raschīd ist Journalist und Chefredakteur einer französischen Zeitschrift in Kairo. Seine Mutter kam aus Frankreich, sein Vater war ein ägyptischer Rechtswissenschaftler. Während seiner Kindheit erfuhr Hātim Raschīd wenig Zuneigung von seinen Eltern und wurde die meiste Zeit seiner Kindheit vom Hauspersonal betreut. Während dieser Zeit machte er bereits erste homosexuelle Erfahrungen. Als erwachsener Mann ist Hātim Raschīd in einer homosexuellen Beziehung mit dem bisexuellen Abduh, einem jungen Mann aus Oberägypten, der in Kairo seinen Militärdienst leistet. Hātim und Abduh sind in einer festen Beziehung, die jedoch in die Brüche geht, nachdem Abduhs Kind, welches er mit seiner Ehefrau hat, in einem Krankenhaus stirbt. Daraufhin flüchtet Abduh vor Hātim und seinem früheren Leben. Der liebestolle Hātim findet Abduh wieder und überredet ihn, gegen Geld „ein letztes Mal“ mit ihm zu schlafen. Nach dem Sexualverkehr kommt es zu einem heftigen Streit zwischen beiden, im Verlaufe dessen Abduh Hātim erwürgt.
- Hagg Muhammad Asām und Suād Gābir

Hagg Asām kam als einfacher Wanderarbeiter aus der Provinz Sohag nach Kairo. Nachdem er sich dort einige Zeit mit kleinen Jobs durchschlug, verschwand er für zwanzig Jahre und kehrte danach als reicher Mann zurück. Er ist Besitzer zweier Konfektionsgeschäfte, zweier Automobilausstellungsräume sowie weiterer Immobilien in der Innenstadt Kairos. Da er seine neu aufflammende sexuelle Lust nicht mehr mit seiner Ehefrau teilen kann, beschließt er, noch einmal zu heiraten. Er heiratet Suād Gābir, eine Verkäuferin aus Alexandria, welche geschieden ist und bereits einen Sohn hat. Der Ehevertrag zwischen den beiden sieht unter anderem vor, dass die Ehe geheim bleibe und dass Suād kein weiteres Kind von Hagg Asām empfängt. Sie wird jedoch bereits nach kurzer Zeit schwanger und überrascht Hagg Asām mit dieser Nachricht. Nachdem dieser vergeblich versucht, sie zu einer Abtreibung zu überreden, wird Suād schließlich in ein Krankenhaus entführt. Dort wird ihr Kind abgetrieben. Danach trennt sich Hagg Asām von Suād. Neben dieser privaten Geschichte kandidiert Hagg Asām für das ägyptische Parlament, in welches er mit Unterstützung eines anderen Parlamentariers und viel Schmiergeld gewählt wird. Hagg Asām stehen durch diesen Aufstieg neue wirtschaftliche Möglichkeiten offen. Er wird nun aber von den Oberen des Staates erpresst, bei jedem Gewinn, den er mit seinen Geschäften erzielt, 25 % abzutreten. Nach anfänglichem Protest gibt er dieser Forderung nach.

## Rezensionen
Das Buch Der Jakubiyān-Bau erreichte eine Auflage von über 100.000 Exemplaren, gilt als Bestseller und wurde zweimal zum besten Roman der arabischen Welt gewählt. Er wurde unter anderem in die deutsche, englische, französische und italienische Sprache übersetzt. Durch die Verfilmung unter der Regie von Marwan Hamed und einer Starbesetzung sowie Rekordbudget erreichte die Geschichte des Jakubiyān-Baus schließlich auch die breite Bevölkerung.